# 空飛ぶバイク
空飛ぶバイク（英: Hoverbike）は、宙を浮いて移動できるバイクのこと。ホバーバイクとも。

## 開発史
2014年からMalloy Aeronauticsはクアッドコプターのように飛行するMalloy Hoverbikeの開発に取り組んでいる。2015年、Malloy社はパリ航空ショーにてアメリカ国防総省と共同開発を行っていることを明らかにした。
2016年4月、イギリスの発明家コリン・ファーズは2つのパラモーターを使った空飛ぶバイクを作ったことを明らかにした。
Aero-Xは2人の人間が乗れるように設計されている。
ロシアのスタートアップ企業Hoversurfは空飛ぶバイク『Scorpion 3』を2017年に発売した。この機体はドバイ警察で使用されていることで有名である。
日本のスタートアップ企業A.L.I. Technologiesは空飛ぶバイクの開発を行っていた。プロペラで浮上し、動力はカワサキ製のオートバイ用エンジンを使用するハイブリッドである。2022年3月29日、北海道日本ハムファイターズの本拠地開幕戦となる西武ライオンズ戦にて、オープニングセレモニーに株式会社A.L.I.が演出協力。特別仕様モデルの「XTURISMO」に新庄剛志監督が搭乗し、グラウンド上空を飛行するパフォーマンスを見せた。
A.L.I.は最初は高級機種を発売し需要が高まったら量産機種を販売するとし、2021年10月26日に「XTURISMO」として市販を開始した。量産型は私有地外の公道での走行も目指していたが、風に弱いなどの問題を解決できず、2024年、経営破綻した。

## 運転資格
日本においては2021年現在、車両か航空機かも定まっておらず、A.L.I.Technologiesでは私有地であれば免許不要で運転できるとしている。
自動二輪車であれば自動二輪車免許、航空機であれば自家用操縦士が必要となる。また航空機の場合は管制塔と交信するため航空特殊無線技士か航空無線通信士の資格が必要となる。

## 用途
砂漠や湿地帯、地雷埋設地帯など、既存のモビリティではカバー出来ない環境に暮らす人々の交通手段の他、アトラクション、警察の白バイ、災害時の調査、家畜の追い込みなどが想定されている。

## フィクションにおける空飛ぶバイク
- スター・ウォーズシリーズには反重力エンジン(repulsorlift engine)を使ったスピーダー・バイク（英語版）という乗り物が登場する｡
- 仮面ライダーリバイスではA.L.I.Technologiesの「XTURISMO」をベースとした機体が撮影に使われた。
- コール・オブ・デューティ アドバンスド・ウォーフェアでは2054年の乗り物として登場する[12]。
- CABAL ONLINEというゲームでは、2006年のサービス開始からアストラルバイクという希少アイテムが実装されている。